# Ladies' Night in a Turkish Bath
Ladies' Night in a Turkish Bath è un film muto del 1928 diretto da Edward F. Cline. Henry McCarty e Gene Towne adattarono per lo schermo la commedia Ladies' Night di Avery Hopwood e Charlton Andrews, presentata in prima a New York il 9 agosto 1920.

## Trama
L'attività di ristoratore di Pa Slocum si sposta in centro e la vita degli Slocum prende tutta un'altra piega. Sua moglie comincia a fare la dieta per dimagrire, cosa che la fa diventare irascibile e imprevedibile, mettendo a dura prova i nervi del marito, mentre sua figlia Helen, una bella ragazza che lavora per lui alla vendita, sempre stata modesta e senza grilli per la testa, comincia a vestirsi alla moda, gambe nude e gonne corte. La qual cosa provoca il disappunto di 'Speed' Dawson, uno dei suoi corteggiatori, un operaio che ha tutta l'intenzione di sposarla. Speed e Slocum decidono di affogare il loro dolore in una sala da ballo mentre Helen e sua madre si recano ai bagni turchi con Edwin Leroy, un istruttore di ginnastica che corteggia la ragazza. I due uomini, però, finiranno anche loro al bagno turco quando, per sfuggire alla polizia che ha fatto irruzione nella sala da ballo, cercheranno un rifugio sicuro dove nascondersi. Scopriranno però che lo stabilimento quella sera è vietato agli uomini perché la serata è tutta dedicata alle donne. I due non possono far altro che travestirsi da donna per cercare di confondersi con le frequentatrici femminili del bagno. Che, con i loro abbigliamenti succinti e disinvolti, mettono a dura prova i due integerrimi rappresentanti del sesso forte.

## Produzione
Le riprese del film, prodotto dalla Asher-Small-Rogers e girato nei Fine Arts Studios di Hollywood a cui venne dato inizialmente il titolo Ladies 'Night, durarono da fine ottobre 1927 a fine dicembre o ai primi di gennaio 1928.

## Distribuzione
Il copyright del film, richiesto dalla First National, fu registrato il 7 febbraio 1928 con il numero LP24956.

Distribuito dalla First National Pictures, il film uscì nelle sale statunitensi il 1º aprile 1928 dopo essere stato presentato in prima il 18 marzo 1928. Variety riportava che era stato presentato regionalmente già l'8 febbraio a St. Louis, come già a Chicago e a Kansas City prima dell'uscita nazionale del 1º aprile. La prima newyorkese si tenne poi il 7 aprile 1928 al Mark Strand Theater.
In Danimarca, il film fu distribuito il 9 luglio 1928 come Damedag i et tyrkisk Bad; in Portogallo, con il titolo Uma Noite nos Banhos Turcos, il 28 luglio 1931.

### Conservazione
Copia completa della pellicola si trova conservata negli archivi dell'UCLA Film and Television Archive di Los Angeles (35 mm nitrato positivo, copia negativo in acetato e video).